# Wang Ruidong
Wang Ruidong (chiń. 王瑞东; ur. 8 lipca 2000) – chiński kolarz szosowy. Olimpijczyk (2020).

## Osiągnięcia
Opracowano na podstawie:
2020
- 2. miejsce w mistrzostwach Chin (start wspólny)

## Rankingi
| Rok           | 2020 | 2021 | 2022 | 2023 | 2024 |
| ------------- | ---- | ---- | ---- | ---- | ---- |
| World Ranking | 845. | -    | -    | 763. | 831. |
| UCI Asia Tour | 39.  | -    | -    | 67.  | 42.  |
|               |      |      |      |      |      |
| Źródło: UCI   |      |      |      |      |      |